# أمير أباد كت غرغ (محمد أباد كرمان)
امیر أباد کت غرغ (بالفارسية: امیرآباد کت گرگ) هي قرية تقع في إيران في Mohammadabad Rural District. يقدر عدد سكانها بـ 375 نسمة .